# Deutsche Cadre-45/2-Meisterschaft 1922

Veranstaltungsort: Köln

Die Deutsche Cadre-45/2-Meisterschaft 1922 war eine Billard-Turnierserie und fand vom 24. bis 27. März 1922 in Köln zum vierten Mal statt.

## Geschichte
Trotz einer 391:400-Niederlage in 26 Aufnahmen gegen den Solinger Otto Unshelm holte sich Albert Poensgen seinen vierten Deutschen Meistertitel im Cadre 45/2. Dabei stellte er mit 16,83 einen neuen Rekord im Generaldurchschnitt (GD) auf. Insgesamt wurde mit einem Turnierdurchschnitt von 8,77 eine sehr gute Gesamtleistung erzielt. Platz zwei sicherte sich in seiner Heimatstadt Köln Ludwig Vatter vor Otto Unshelm, der Platz drei belegte.

## Turniermodus
Das ganze Turnier wurde im Round-Robin-System bis 400 Punkte ohne Nachstoß gespielt. Bei MP-Gleichstand wurde in folgender Reihenfolge gewertet:
1. MP = Matchpunkte
2. GD = Generaldurchschnitt
3. HS = Höchstserie

## Abschlusstabelle
| MP    | Match Points (Sieger = 2; Unentschieden = 1; Verlierer = 0) |
| Pkte. | Erzielte Karambolagen                                       |
| Aufn. | Benötigte Versuche                                          |
| GD    | Generaldurchschnitt                                         |
| BED   | Bester Einzeldurchschnitt eines Spielers                    |
| HS    | Höchstserie                                                 |
|       | Bester GD des Turniers                                      |
|       | Bester ED des Turniers                                      |
|       | Beste HS des Turniers                                       |
|       | 1. Platz (Gold)                                             |
|       | 2. Platz (Silber)                                           |
|       | 3. Platz (Bronze)                                           |

| Klassement                | Klassement               | Klassement | Klassement | Klassement | Klassement | Klassement | Klassement |
| Platz                     | Name                     | MP         | Pkte.      | Aufn.      | GD         | BED        | HS         |
| ------------------------- | ------------------------ | ---------- | ---------- | ---------- | ---------- | ---------- | ---------- |
| 1                         | Albert Poensgen (Berlin) | 10:2       | 2391       | 142        | 16,83      | 25,00      | 123        |
| 2                         | Ludwig Vatter (Köln)     | 8:4        | 2052       | 249        | 8,24       | 9,52       | 101        |
| 3                         | Otto Unshelm (Solingen)  | 8:4        | 2261       | 284        | 7,96       | 15,38      | 82         |
| 4                         | Carl Foerster (Aachen)   | 6:4        | 2167       | 223        | 9,71       | 13,79      | 85         |
| 5                         | Erich Beck (Berlin)      | 4:8        | 1924       | 230        | 8,36       | 16,00      | 66         |
| 6                         | Otto Thämert (Hannover)  | 4:8        | 1813       | 243        | 7,46       | 8,16       | 57         |
| 7                         | Paul Gilles (Köln)       | 2:10       | 1942       | 288        | 6,74       | 8,88       | 86         |
| Turnierdurchschnitt: 8,77 |                          |            |            |            |            |            |            |